# 代拉格
35°55′N 2°23′E / 35.917°N 2.383°E

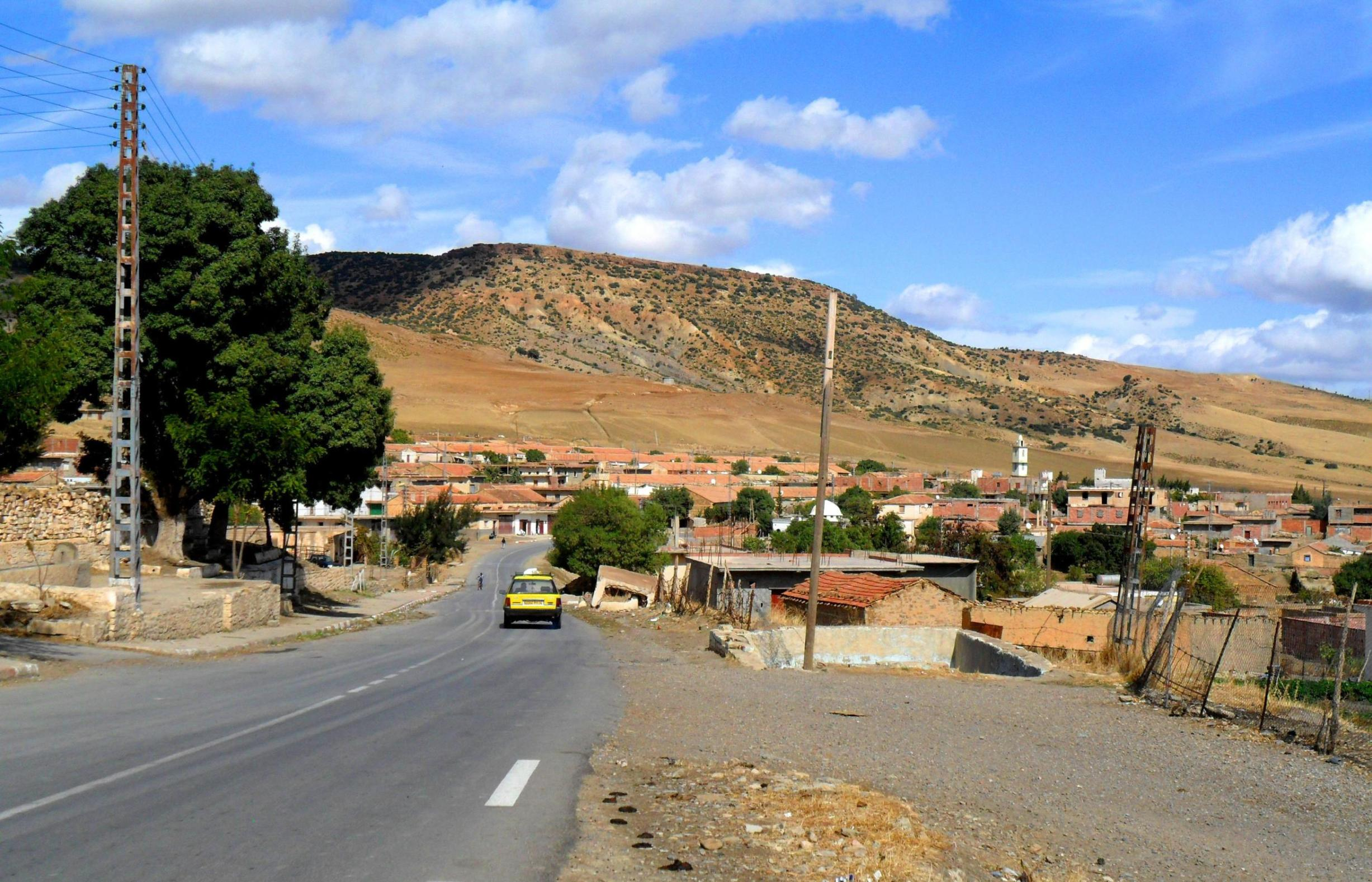

代拉格（阿拉伯语：‎），是阿爾及利亞的城鎮，位於該國北部麥迪亞省，由阿齊茲區負責管轄，面積250平方公里，海拔高度1,187米，2008年人口7,273，人口密度每平方公里29人。